# Военные кампании Менелика II

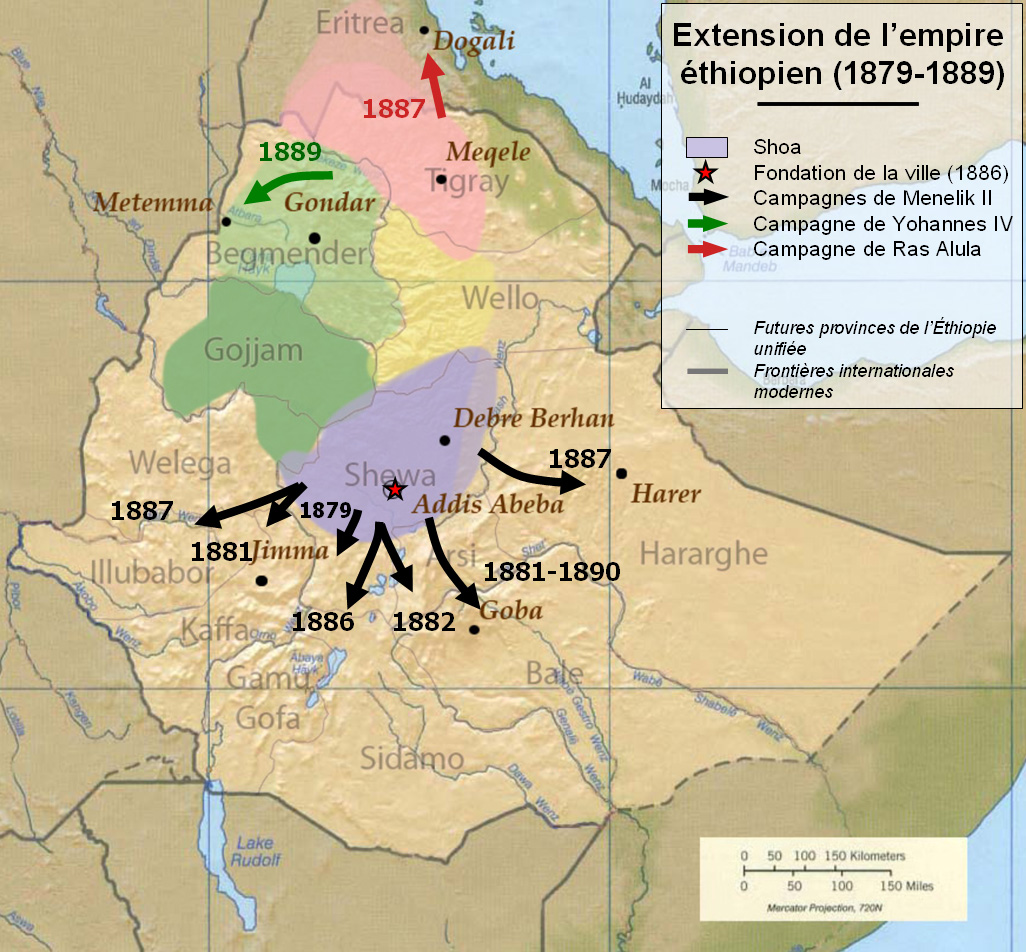
Карта первого периода кампаний.

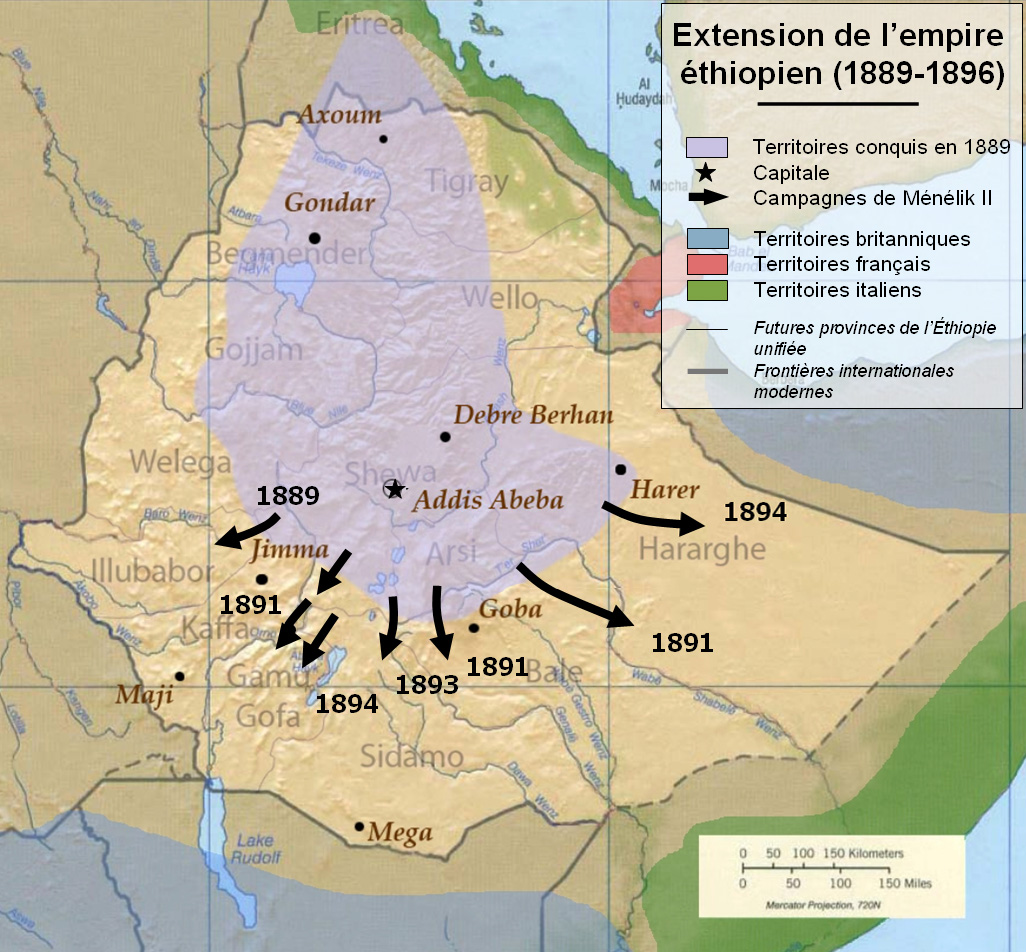
Карта второго периода кампаний.

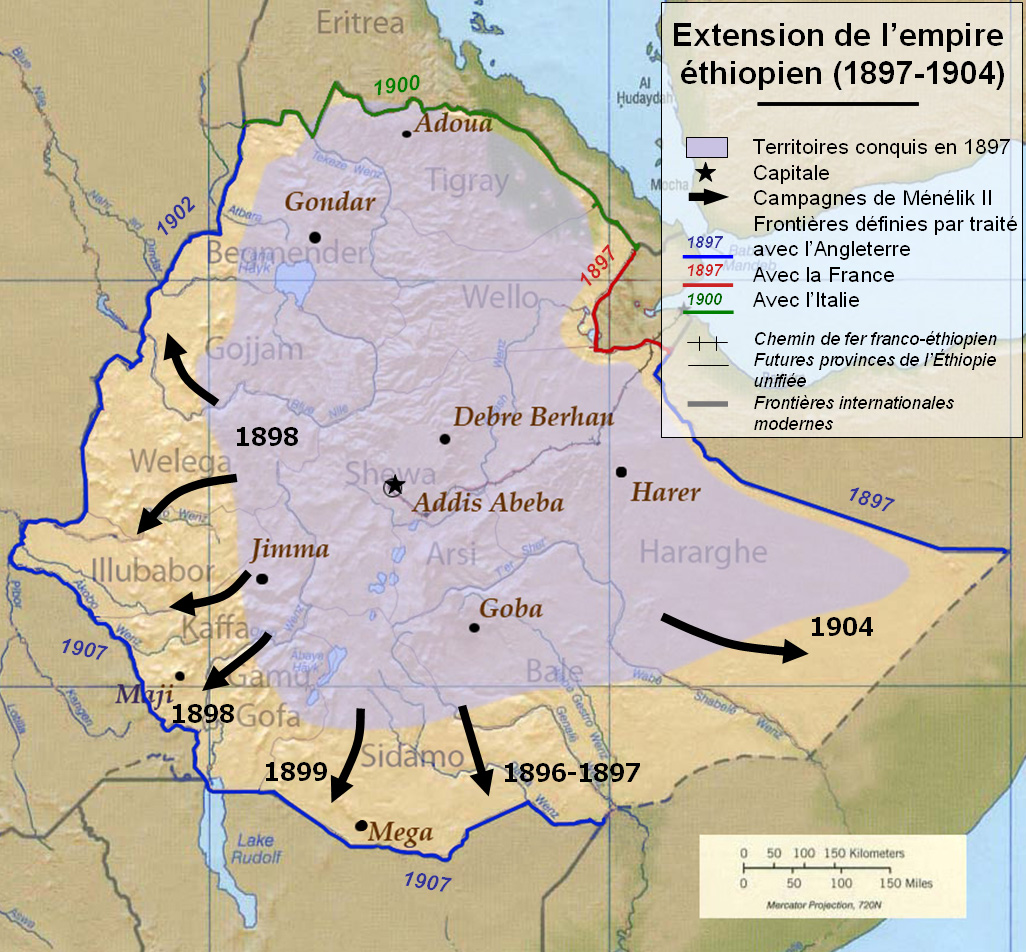
Карта третьего периода кампаний.

Военные кампании Менелика II, иногда именуется «Расширение Эфиопской империи» — период в истории Эфиопии с 1879 по 1904 год, когда под руководством негуса Менелика II силами сначала вассального по отношению к Эфиопии (Абиссинии) королевства Шоа, которым правил Менелик, а затем (с 1889 года) силами Эфиопской империи (правителем которой стал Менелик II и в состав которой вошло королевство Шоа) проводились многочисленные военные кампании по завоеванию сопредельных территорий, приведшие к увеличению к 1904 году территории эфиопского государства по сравнению с 1879 годом более чем в три раза.

## Предыстория
Менелик II, когда его отец, негус Шоа, потерпел в борьбе за власть над Абиссинией поражение от войск императора Теодроса II и бежал, в 1855 году признал вассалитет Шоа по отношению к Абиссинии, на деле сумев стать во многом независимым правителем. После прихода к власти в Абиссинии императора Йоханныса IV он первоначально не пожелал ему подчиниться и начал войну против него, но перед решающей битвой в 1879 году внезапно капитулировал и не только остался правителем Шоа, но и сумел получить от императора ещё большую автономию, нежели раньше. Упрочив своё положение на троне, Менелик начал первые военные кампании — пока ещё лишь как правитель Шоа, но под эгидой расширения владений (пусть и номинальных) императора Абиссинии, тем более что Йоханныс IV всячески поддерживал его начинания.

## Кампании 1879—1889 годов
На первом этапе кампаний войны велись против государственных и племенных образований, расположенных к западу, югу и востоку от Шоа, в том числе номинально также подчинённых императору. Целью их было в том числе желание Менелика и Йоханныса увеличить налоговые поступления, приобрести новые рынки сбыта товаров и присоединить к своему государству новые территории до захвата их европейскими колонизаторами.
В 1879 году началась победоносная война с королевством Хадия и завоевание территорий Восточно-Африканской рифтовой долины, населённых народами камбата, силте, волайте. В 1881 году войска Шоа атаковали территорию современной провинции Бале, завоевание которой продолжалось до 1890 года. 6—7 июня 1882 года произошла одна из крупнейших битв всего периода расширения — битва при Эмбабо, в которой силы Шоа разгромили войска годжамского негуса Тэкле Хайманота, правившего народом оромо, что обеспечило Менелику господство над значительными территориями юго-западнее Шоа.
Рас Гобана разбил армии королевств Каффа, Джимма, Гера и Гума, признавших свою зависимость от Шоа; рас Сахле Селассие в 1883 году подавил сопротивление королевства Арсис, окончательно завоёванного в 1886 году. В 1887 году войскам Шоа удалось оккупировать плато Харар и окрестные западные территории. Параллельно развивалось наступление на север и запад, к территории современного Судана: уже в 1886 году Менелик перенёс столицу Шоа в Аддис-Абебу, в 1887 году Гобана подчинил территорию Воллега, а затем Иллубадор, вследствие чего западная граница Шоа теперь проходила по реке Гибе.
6 января 1887 года в крупном сражении на равнине Шеленго в Хараре силами Шоа были разбиты войска местного мусульманского правителя Абдаллаха Аб-аш Шакура, после чего его владения были присоединены к Шоа, а само сражение стало отправной точкой для начавшегося несколько позже завоевания Огадена. Интересно, что поводом для войны с ним стало убийство в его эмирате в апреле 1886 года итальянских христиан и массовые притеснения всех живших там людей, исповедовавших эту религию.

## Кампании 1889—1894 годов
В марте 1889 года император Йоханныс IV умер, после чего во всей Абиссинии началась борьба за власть. В 1889 году Менелик II при помощи итальянцев сумел победить раса Мэнгэшу, другого претендента на трон, и был коронован абиссинской знатью как император (негус-негести, «царь царей»). Приход Менелика к власти произошёл в трудное для Абиссинии время: на границах империи усиливалась активность действий европейских колонизаторов, прежде всего Италии, в самой стране с 1887 года свирепствовал огромный по масштабам голод, вызванный начавшейся двумя годами ранее чумой скота, финансы находились в упадке. Несмотря на это, Менелик, чтобы спасти экономику страны и обезопасить себя от захвата европейцами новых окрестных территорий, практически сразу после коронации начал второй этап своих завоевательных кампаний, сосредоточив основное внимание на территориях, лежащих к югу от Абиссинии.
В результате успешных операций народ гураге был подчинён уже в самом конце 1889 года. В 1890 году была расширена оккупация территории Камбата, окончательно включённой в состав империи в 1893 году. К 1891 году к Абиссинии были присоединены территории Бале (окончательно), Сидамо (без района Борана) и значительная часть Огадена. В 1894 году военные действия стали вестись ещё масштабнее: рас Гобана присоединял новые территории на юго-западе, рас Мэконнын Уольдэ-Микаэль продолжал постепенные захваты территорий в Хараре и Огадене, рас Вольде Георгыс в 1894 году покорил территории Гофа и Волламо.
В 1895 году расширение Абиссинии было фактически остановлено по причине начала Первой итало-абиссинской войны (1895—1896). В марте 1896 года итальянские войска потерпели сокрушительное поражение в битве при Адуа, что вынудило их к скорому заключению мирного договора с Абиссинией и признанию её независимости. Ободрённый своим успехом, Менелик II в скором времени после победы продолжил завоевательные походы, начав третий этап кампании по расширению империи, поскольку некоторые сопредельные с Абиссинией территории ещё не были колонизированы европейцами.

## Кампании 1896—1904 годов
Новое наступление на соседние народы было начато абиссинскими войсками уже в 1896 году, почти сразу же после заключения мира с Италией; Менелик II отныне использовал для оправдания своих завоеваний аргумент необходимости «защиты от колониализма» африканских народов. В 1896—1897 годах проходило завоевание района Борана, одновременно с этим Габтэ Георгыс начал возводить укрепления на территории Консо для лучшего контроля над этой территорией. В 1897 году произошло крупное восстание в вассальном королевстве Каффа с отказом платить дань императору, успешно подавленное. В 1898 году проходило завоевание Бени-Шангула и суданского пограничья, одновременно с этим рас Вольде Георгыс покорил территорию Майи и Гольдия, достигнув озера Рудольф, а рас Тассама разгромил силы племён массонге и гимирра, присоединив их земли к Абиссинии. В 1899 году Менелик II направил войска под командованием находившегося у него на службе русского офицера Николая Леонтьева к южной границе озера Рудольф для приведения к покорности местных жителей, однако закрепиться на этих территориях эфиопам не удалось. В 1904 году состоялась последняя завоевательная кампания Менелика II, в результате которой был подчинён юго-восток Огадена и вновь обострились отношения с Италией.

## Границы
Граница между Абиссинией и Британским Сомали была установлена в 1897 году, с Англо-египетским Суданом — в 1902—1907 годах (на разных участках), с Британской Восточной Африкой (ныне Кения) — в 1897 году, с Французским Сомали (ныне Джибути) — в 1897 году, с колонизированной итальянцами Эритреей — в 1900 году. Граница с Итальянским Сомали при жизни Менелика II демаркирована не была.

## Последствия

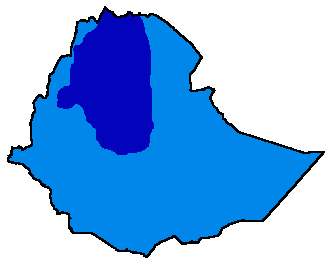
Расширение Эфиопии при Менелике II.

Одним из наиболее ранних и важных последствий кампаний Менелика II было увеличение абиссинской армии после завоевания в конце 1880-х годов юго-восточных территорий, населённых галла (оромо): их конница, ставшая частью его войск, сыграла важную роль в Первой итало-абиссинской войне.
Финансовое благосостояние правящей верхушки Абиссинии по мере завоевательных кампаний существенно росло, поскольку крестьяне на присоединённых территориях сразу же обкладывались огромными налогами на покрытие расходов императорского двора, высшего духовенства и на содержание армии. Значительная часть вновь присоединённых земель была включена непосредственно в состав Абиссинии (при этом ряд их вошёл в состав империи добровольно), однако некоторые территории, почти не оказавшие сопротивления или же, наоборот, те, ситуация в которых была особенно сложной, сохраняли те или иные уровни автономии от центрального правительства, вплоть до статуса вассальных по отношению к Абиссинии королевств (таковым было, например, королевство Джимма, существовавшее до 1932 года). В Волате, Каффе и Гумире население постоянно поднимало восстания против абиссинских завоевателей; это привело к лишению местной знати всех привилегий и массовым карательным операциям со стороны правительственных сил, сопровождавшихся убийствами мирного населения и разорением сельскохозяйственных угодий.
Несмотря на то, что в завоевательных кампаниях, особенно на втором и третьем их этапах, немалую часть непосредственно участвовавших в них войск составляли ранее покорённые народы, такие как ором и гураге, правительство стремилось представить завоевание новых территорий как исключительно «амхарское»: предпринимались масштабные меры по насаждению среди покорённых народов амхарского языка и монофизитской христианской веры (особенно среди народов, исповедовавших ислам или языческие религии). Такие же меры принимались и по отношению к принимаемым на службу солдатам из покорённых народов — их заставляли учить амхарский и менять вероисповедание, и многие бывшие солдаты и наёмники разгромленных правителей, не имея средств к существованию, охотно шли в правительственную армию, увеличивая её численность. В значительной части завоёванных регионов местные элиты, однако, сопротивлялись подобной ассимиляции, что серьёзно дестабилизировало ситуацию в стране. Кроме того, в результате завоеваний 90 % народа оромо оказалось в составе Абиссинии, фактически превзойдя по численности её «титульный» народ — амхара.
Несмотря на проявления крайней жестокости во время некоторых походов, абиссинская администрация значительно изменила политическую и социальную структуру на присоединённых к империи территориях, где начали появляться, например, дороги и медицинские учреждения. На завоёванных землях стали массово строиться так называемые кетемасы — укреплённые форты абиссинской армии, предназначенные для контроля за окрестными землями, населёнными часто враждебным центральной власти населением; как правило, они возводились на высоте не менее 1 км над уровнем моря, поскольку в эфиопских низменностях того времени часто свирепствовали эпидемии различных заболеваний, в первую очередь малярии. Впоследствии некоторые такие военные поселения превратились в крупные города.